# Roncone
Roncone (alemany: Rungaun o Ronkan) és una antiga comune (municipi) a Trentino dins la regió italiana del nord Trentino - Alto Adige/Südtirol, localitzat aproximadament a 35 quilòmetres a l'oest de Trento. El 31 desembre 2004, tenia 1438 habitants i una àrea de 29.4 quilòmetres quadrats.
Roncone limitava amb els municipis següents: Daone, Tione di Trento, Bondo, Breguzzo, Praso i Lardaro.
L'1 de gener 2016 es va fusionar amb els municipis de Breguzzo, Lardaro i Bondo creant així el nou municipi de Sella Giudicarie, del qual actualment és una frazione.